# وقت رد فعل تسلسلي
وقت رد الفعل التسلسلي هو معلمة شائعة الاستخدام في قياس عمليات التعلم اللاواعي. تُفعّل هذه المعلمة من خلال مهمة وقت رد الفعل التسلسلي، حيث يطلب من المشاركين الاستجابة بشكل متكرر لمجموعة ثابتة من المحفزات التي تشير فيها كل إشارة إلى ضرورة إجراء استجابة معينة (أي الضغط على الزر). دون علم المشارك، هناك احتمالات تحكم حدوث الإشارات كما تظهر في كل من التسلسل المتكرر والترتيب العشوائي، وبالتالي فإن الاستجابات المطلوبة التي تتبع إشارة واحدة لها بعض القدرة على التنبؤ، مما يؤثر على وقت رد الفعل. نتيجة لذلك، يصبح وقت رد الفعل على هذه الإشارات سريعاً بشكل متزايد حيث يتعلم الأشخاص ويستخدمون احتمالات الانتقال هذه.
إلى جانب طرق تعلم القواعد الاصطناعية، استخدم هذا النموذج لدراسة مجموعة من ظواهر التعلم بما في ذلك تعلم بنية اللغة والذاكرة  والتحضير النحوي.

## تاريخ مهمة وقت رد الفعل التسلسلي
بدأ تصور وقت رد الفعل التسلسلي مع الباحثين نيسن وبوليمر في عام 1987، الذين اعتقدوا أن المعلمة القائمة على الأداء ضرورية في التحقيق في متطلبات الانتباه للتعلم والذاكرة. غالبا ما تضمن الإجراء التجريبي للدراسات المبكرة التي بحثت في الانتباه والوعي والذاكرة (وبالتالي التعلم) (بما في ذلك انتباه موراي في الاستماع الثنائي (1959) وذاكرة نورمان أثناء التظليل (1969) من بين أمور أخرى) تقديم مجموعة من المحفزات من خلال شكل ما (على سبيل المثال، التكرار اللفظي في أذن واحدة) بينما يشارك المشارك في نفس الوقت في مهمة أخرى يفترض أنها تتطلب اهتماماً إضافياً. سيؤدي ذلك إلى "عدم مراقبة" المحفزات المقدمة (غالباً ما تكون مجموعة من الكلمات)، والتي أظهرت نتائج التجربة في الغالب أن استدعاء المحفزات "غير المراقبة" كان ضعيفاً.
بعد تحليل شامل للأدبيات (بما في ذلك موراي (1959) ونورمان (1969))، وجد نيسن وبوليمر أن الإجراءات المستخدمة في قياس استدعاء المحفزات "غير المراقبة" في مثل هذه الدراسات كانت تعتمد بشكل كبير على التدابير الاستبطانية التقليدية، مثل اختبارات الاستدعاء أو التعرف. ومع ذلك، سلط تطوير الأبحاث في ذلك الوقت الضوء على أن الذاكرة لتجربة موجودة أو سابقة يمكن أن تنعكس أيضاً في الأداء اللاحق لمهمة ما، ولا تتطلب التلاعب المتعمد بالوعي. إلى جانب ذلك، تُحُقِقَّ في الذاكرة للمهارات المعرفية الضمنية مثل التعلم الإدراكي والحركي من خلال المزيد من المعلمات القائمة على الأداء. أدى ذلك مجتمعة إلى توجيه بحثهم حول التحقيق فيما إذا كان المقياس القائم على الأداء مثل مهمة وقت رد الفعل التسلسلي سيعكس اعتماداً أقل على تخصيص الاهتمام على التحفيز على التدابير الاستبطانية التقليدية.

## إجراء مهمة وقت رد الفعل التسلسلي
في حين كانت هناك تعديلات مختلفة لمهمة رد الفعل التسلسلي في المراسلات مع مجالات مختلفة من البحث النفسي، في أبسط أشكالها، تتضمن المهمة تفاعلاً حركياً مع جهاز كمبيوتر حيث يجب على المشاركين الاستجابة لتغيير في المحفزات البصرية التي تظهر على الشاشة.

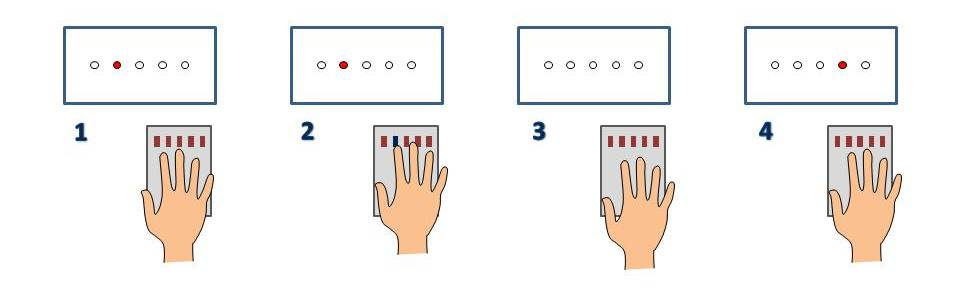
التسلسل: 1. الإشارات المرئية 2. الزر المقابل 3. التأخير الثابت 4. الإشارة المرئية التالية (تحتوي هذه الصورة على خمسة مواضع للمحفزات بخلاف المهمة الأصلية)

### طريقة[1]
في الترتيب الأفقي، قد تظهر إشارة مرئية في أحد المواقع الأربعة على الشاشة. يُرَمَّز كل موقع على الشاشة ليتوافق مع زر على لوحة الاستجابة، مع أزرار مُثِّلت عادة بمفاتيح على لوحة المفاتيح في الإعدادات الحديثة. عندما تظهر الإشارة المرئية على الشاشة، يجب على المشاركين الضغط على المفتاح المقابل (على سبيل المثال، الموقع 1 يتوافق مع المفتاح الرقمي "1" على لوحة المفاتيح) في أسرع وقت ممكن استجابة للإشارة. في كل مرة يُجرَى ذلك تحدد نهاية التجربة، وبالتالي تُحدَّد مدة التجربة من خلال وقت رد فعل المشارك في الضغط على المفتاح المقابل. هذا هو القياس الأساسي للمهمة. بعد كل تجربة، هناك تأخير قصير يتراوح بين 200-500 مللي ثانية قبل عرض الإشارة التالية، وبالتالي بدء الجولة التجريبية التالية.
النمط الذي تظهر فيه الإشارات في كل تجربة محدد مسبقا ومقصود، مع تكرار سلسلة تسلسلية محددة (على سبيل المثال، 2-3-1-4-3-2-4-1-3-4-2-1) متبوعة ببعض التجارب العشوائية بترتيب غير متكرر. عادة ما تتكرر سلسلة الإشارات المتكررة في صورة مجموعة من ١٠.

## تطبيقات مهام وقت رد الفعل التسلسلي
هناك طريقتان متميزتان توضح بهما مهمة رد الفعل التسلسلي عمليات التعلم، في المقام الأول في التعلم الضمني وكذلك التعلم الحركي. يظهر التعلم في كلتا الحالتين من خلال التقليل التدريجي لوقت رد الفعل عبر التجارب.
يشير هذا الانخفاض في وقت رد الفعل إلى زيادة الإلمام بالمكونات المتكررة للمحفزات، حيث توجد زيادة في تعلم الارتباط الحركي البصري بين موضع الإشارة والقدرة على الاستجابة، وبالتالي يكون بمثابة مقياس لزيادة المشاركين في المهارات المكتسبة. من المهم ملاحظة طريقة الاستجابة لمهمة رد الفعل التسلسلي التي تسجل التعلم من خلال قياس الكفاءة البصرية والمتسلسلة. هناك مهام تعلم ضمنية أخرى قائمة على الأداء مثل مهمة الاستجابة الطارئة، ومهمة أرقام هب، ومطابقة الوظائف من بين العديد من المهام الأخرى التي تركز بشكل أكبر على طرق التعلم الأخرى مثل الطلاقة المفاهيمية والتنبؤ والتحكم.

### تعلم ضمني
كما أُشيرَ سابقاً، يشير التعلم الضمني إلى عملية الحصول على المعلومات بطريقة عرضية، دون الحاجة إلى الوعي حتى يحدث التعلم. يُقاس ذلك من خلال مهمة رد الفعل التسلسلي نظراً للانخفاض التدريجي في وقت استجابة المشاركين على مدار تكرار مجموعة من 10 إشارات متسلسلة، متنكرة داخل التجارب التي تحدث عشوائياً بين التسلسل. نظراً لأن التسلسل المتكرر لا يُعلَم للمشاركين، فإن تحسنهم في الأداء يشير إلى حدوث تعلم ضمني.
تدعم إحدى النتائج في "التجربة 1" لنيسن وبوليمر لدراستهما الأصلية (1987) باستخدام مهمة رد الفعل التسلسلي هذا. وجدت النتائج أن متوسط وقت رد الفعل للمشاركين في التسلسل المتكرر انخفض من 327 مللي ثانية في المجموعة الأولى من 100 تجربة إلى 163 مللي ثانية في كتلة لاحقة، مما يشير إلى أن التسلسلات قد تُعلّمت أو التعرف عليها ضمنياً في الذاكرة، مما أدى في النهاية إلى تقليل أوقات رد الفعل.
يكون التعلم من هذه المهمة أكثر وضوحاً عند مقارنة أوقات رد فعل المشاركين في الفترات التي يستجيبون فيها لتسلسل التكرار المقنع مقابل التجارب العشوائية غير المتكررة. عندما تًستبدل تجارب التسلسل المتكرر بتجارب عشوائية، لاحظت الدراسات المعدلة أن المشاركين بدأوا في البداية في الاستجابة بشكل غير مناسب للتسلسل العشوائي، مما أدى إلى زيادة أوقات رد الفعل مقارنة بوقت تقديم التسلسل المتكرر للإشارات.

### تعلم حركي
عُثِرَ على التعلم الحركي أيضاً من خلال مهمة رد الفعل التسلسلي حيث يكتسب المشاركون القدرة على إعادة إنتاج التسلسل المتكرر من خلال تذكر الترتيب الذي يًضغط به على الأزرار. ومع ذلك، لا يُسهَّل التعلم الحركي من خلال المهمة بمعزل عن غيرها، ولكن بدلا من ذلك يمكن تعلم مهارة التفاعل بشكل إدراكي مع المشاركين الذين يبنون تنبؤهم التالي على ذاكرتهم للموضع السابق للإشارة البصرية. ما إذا كانت المهمة تسهل التعلم الحركي الخالص أو التعلم الإدراكي لا يزال قيد التحقيق بشكل أكبر من خلال تعديلات المهمة، في محاولة لدراسة حدوث نوع واحد من التعلم بمعزل عن الآخر.